# Louise Bourgeois (sage-femme)
Pour les articles homonymes, voir Bourgeois et Louise Bourgeois.
Louise Bourgeois (1563-1636), dite La Boursier, est une sage-femme connue pour avoir accouché la reine Marie de Médicis, donnant naissance au futur Louis XIII et avoir rédigé le premier livre d'obstétrique incluant des données d'anatomie.
Elle introduit une rupture dans la littérature médicale, avec une approche pratique, basée sur les causes plus que sur les symptômes, accessible aux autres sages-femmes et lucide quant aux effets de genre. Elle est une pionnière de la reconnaissance de la compétence des femmes en obstétrique.

## Sage-femme de la cour
Louise Bourgeois, avant de devenir sage-femme, est elle-même mère de cinq enfants. Elle participera au cours de sa vie à plus de 2 000 accouchements.

### Sage-femme
Mariée en 1594 à Martin Boursier, maître chirurgien, elle se trouve sans ressources quand son mari est engagé dans les armées du roi pendant la guerre civile qui dure jusqu'en 1598.
Issue d'une famille aisée, elle sait lire et écrire et décide de devenir sage-femme. Elle apprend les bases de l'anatomie auprès de son mari et étudie les ouvrages de son maître Ambroise Paré, considéré comme le père de la chirurgie moderne. Elle obtient avec succès le diplôme de sage-femme le 12 novembre 1598, malgré l'opposition de madame Dupuis, l'accoucheuse de Gabrielle d'Estrées, qui y voit un danger pour la profession : « puisqu'elle est la femme d'un chirurgien, elle s'entendra avec les médecins. […] Il ne nous faut recevoir que des femmes d'artisans qui n'entendent rien à nos affaires ».

### Accoucheuse de la reine
Louise Bourgeois exerce à la capitale où elle assiste des femmes de toutes classes sociales. Elle acquiert vite une renommée auprès des dames de la cour et devient la sage-femme attitrée de la reine Marie de Médicis qu'elle accouche à six reprises à partir de 1601. Elle donne donc naissance au futur Louis XIII et à ses cinq frères et sœurs. Elle est rétribuée 500 couronnes pour la naissance d'un garçon et 300 pour la naissance d'une fille.
Les accouchements royaux se font alors en présence d'un public assez nombreux, qui peut ainsi attester de la filiation de l'enfant. Selon Louise Bourgeois, pour la naissance du futur Louis XIII, Henri IV a réduit le nombre de témoins, mais ils sont encore une vingtaine, dont Henri IV lui-même.
Louise Bourgeois perd sa renommée à la suite du décès de Marie de Bourbon-Montpensier, épouse de Gaston d'Orléans, lors de la naissance de la Grande Mademoiselle : selon les chirurgiens ayant pratiqué l'autopsie de l'accouchée, le décès serait dû à la persistance de débris placentaires dans l'utérus et Louise Bourgeois est alors accusée de négligence. À cette époque, les obstétriciens masculins sont peu nombreux à exercer, et tentent de prendre le pas sur la confrérie des sages-femmes. Louise Bourgeois remet en cause leur compétence en critiquant violemment les conclusions de l'autopsie et les compétences des médecins pratiquant l'obstétrique ; toutefois sa réponse a l'effet inverse à celui-ci escompté, en leur faisant de la publicité.

## Autrice de livres d'obstétrique

### Les observations d'une femme
Louise Bourgeois est la première sage-femme à avoir écrit un livre d'obstétrique, Observations diverses sur la stérilité, perte de fruits, fécondité, accouchements et maladies des femmes et enfants nouveau-nés, publié en 1609. Contrairement aux livres de la même époque écrits par des hommes chirurgiens, les Observations de Louise Bourgeois sont une série d'études de cas fondées sur son expérience personnelle de professionnelle de l'accouchement et des gestes de soin.
Elle insiste sur le fait, que, parce qu'elle est une femme, elle est plus à même de comprendre le corps féminin et de vaincre les réticences des parturientes liées à la pudeur féminine. Elle expose des pratiques diagnostiques fondées sur le toucher, l'auscultation, à une époque où connaître c'est surtout voir.

### L'enfant et sa mère
Dans ce livre, elle signale que la stérilité du couple peut être d'origine masculine, même si, comme les médecins de cette époque, elle confond aptitude à procréer avec vigueur sexuelle. Elle identifie le rôle de la malnutrition sur la santé du fœtus, et elle est la première à prescrire l'administration de fer pour soigner l'anémie. Elle met en avant l'importance des connaissances en anatomie pour les sages-femmes, et prie les médecins d'autoriser celles-ci à assister aux conférences et aux travaux de dissection.
Elle accorde de l'importance à la lutte contre la douleur, ce qui est exceptionnel à son époque. Elle propose également des recettes à base d'ingrédients de cuisine pour favoriser ou arrêter la montée de lait ou pour soigner les seins.
Au chapitre V, elle ne craint pas d'exposer qu'elle a pratiqué une opération pour sauver une mère d'une mort certaine, tout en ondoyant le fœtus et avec l'accord de médecins. Pour se justifier, elle invoque les autres enfants auxquels cette femme a donné naissance ensuite. Elle aborde ainsi la question de l'avortement thérapeutique, ce qui apparaît alors comme scandaleux. Elle ne peut s'y risquer que grâce à ses hautes protections. Le débat ne pourra vraiment éclore que bien plus tard, au XVIIIe siècle.

### Un succès
Le style familial des écrits de Louise Bourgeois et ses conseils pratiques sont une des raisons de son succès chez les sages-femmes, les mères et les nourrices. En 1636, les sages-femmes parisiennes lancent une pétition auprès de la Faculté de médecine pour que Louise Bourgeois soit autorisée à leur donner des cours d'obstétrique, mais ce droit leur est refusé. Par la suite, une de ses élèves, Marguerite du Tertre de la Marche, est toutefois nommée responsable des sages-femmes à l'Hôtel-Dieu, et parvient à refondre le contenu de leur formation.

## Travaux
- 1609 - Observations diverses sur la stérilité… ; Perte de l'œuf après la  fécondation ; Fécondité et Accouchement ; Maladies de la femme et du  nouveau-né. Le livre donne des informations pratiques sur l'obstétrique. Peu de textes de ce type existent à cette époque. Son  livre, qui contient des références à plus de 2 000 accouchements, est traduit en latin, en allemand, hollandais et anglais et utilisé à partir des années 1700, . La traduction anglaise de son ouvrage, parue en 1656, s'éloigne considérablement de l'original en déformant les propos de Louise Bourgeois afin de réduire le rôle des sages-femmes au profit des chirurgiens[11].
- 1617 - Observations diverses sur la stérilité…, édition complétée de la théorie obstétrique développée en 1609. Elle contient aussi un recueil de « Conseils à ma fille ».
- 1626 - Observations diverses sur la stérilité…, édition complétée avec ajouts de traitements comme les doses de fer pour traiter l'anémie.
- 1634 - Recueil des secrets de Louise Bourgeois, dite Boursier traitements comme la version podale (faire tourner le bébé dans certaines situations, de façon qu'il puisse être délivré les pieds en premiers), dont la connaissance devient largement accepté par les sages femmes européennes et par les médecins .